# Libice nad Doubravou
Libice nad Doubravou é uma comuna checa localizada na região de Vysočina, distrito de Havlíčkův Brod.